# Tranvie della Versilia
Le tranvie della Versilia erano una rete di linee tranviarie a scartamento metrico a vapore per servizio passeggeri e merci che fu attiva fra il 1916 e il 1951, rappresentando un importante strumento di sviluppo dell'economia della zona, tradizionalmente legata all'industria del marmo.

## Storia
Furono diverse, nella seconda metà dell'Ottocento, le iniziative volte a collegare il litorale della Versilia con la zona delle cave di marmo presenti nel relativo entroterra.
Nel 1903, su iniziativa di un comitato sorto nella zona, si costituì una società di diritto inglese denominata The Carrara Versilia Electric Railway and Power Limited che nel 1911 ottenne dalla Provincia di Lucca la concessione per la posa in opera di una rete a scartamento metrico per complessivi 23,550 chilometri denominata "Tranvie Elettriche Versiliesi" (TEV). La revoca della potestà da parte degli enti locali, a favore dello Stato, di procedere a tali concessioni prevista dalle leggi n. 540/1907 e n. 444/1908 impose tuttavia uno slittamento dei lavori di costruzione della stessa, che furono autorizzati solo il 7 agosto 1913.
L'apertura al traffico passeggeri delle prime sezioni, da Querceta a Seravezza e Pietrasanta, per un totale di 10,813 km, avvenne il 15 gennaio 1916. Nel giro di poco tempo furono aperti gli ulteriori tratti verso Forte dei Marmi, e Trambiserra, quest'ultimo solo per servizio merci.
Il 22 novembre 1918 fu firmata la convenzione che mirava a trasformare gli impianti per l'esercizio a trazione elettrica; il 10 febbraio 1921, tuttavia, la stessa TEV richiese di poter mantenere in via definitiva l'esercizio con trazione a vapore.
Il 31 maggio 1922 venne aperto all'esercizio l'ulteriore tronco Seravezza-Pontestazzemese, lungo la valle del torrente Vezza.
Il 2 giugno 1923 fu aperto il tronco Jacco-Pollaccia, prolungato fino ad Arni, tre anni più tardi. Si trattava della diramazione più lunga della rete (15,950 km) e quella orograficamente più difficile che richiese, fra le altre opere d'arte, la costruzione della galleria del Cipollaio, lunga 1,135 km, tutt'oggi utilizzata dalla strada provinciale 13 di Arni. Tale linea, che presentava le caratteristiche di una vera e propria ferrovia di montagna, avrebbe dovuto nelle intenzioni dei progettisti essere prolungata fino a Castelnuovo Garfagnana.
Il 2 giugno 1925 si costituì a Massa la Società Tranvie Alta Versilia (TAV) cui il 27 febbraio 1930 la The Carrara Versilia Electric Railway and Power Limited cedette la concessione dei propri impianti. I risultati di esercizio, complice la congiuntura economica sfavorevole e la crescente concorrenza stradale, risultavano però via via peggiori per cui si arrivò alla soppressione del servizio viaggiatori il 20 gennaio 1936, sostituito da autocorse svolte dalla società Fratelli Lazzi.
La seconda guerra mondiale, oltre alle forti privazioni economiche, comportò per la rete tranviaria versiliese pesantissimi danni in relazione alla dislocazione nel territorio della linea Gotica. A partire dal 2 luglio 1946 la TAV incominciò a riavviare il servizio, con eccezione del tratto Querceta-Forte dei Marmi a causa della distruzione dell'opera di scavalcamento della ferrovia Tirrenica. Le merci vennero dunque caricate direttamente sui treni nella stessa stazione di Querceta.
Nella prima metà del 1950 venne soppresso il tratto Jacco-Pontestazzemese e il 30 giugno dell'anno successivo, con la circolazione dell'ultimo treno merci, anche il resto della rete chiuse i battenti.

## Caratteristiche
|  |  | Unknown route-map component "uexKBHFa" |

|  |  | Unknown route-map component "uexTUNNEL1" |

|  |  | Unknown route-map component "uexBHF" |

|  |  | Unknown route-map component "uexBHF" |

|  |  | Unknown route-map component "uexBHF" |

|  |  | Unknown route-map component "uexBHF" |

|  |  | Unknown route-map component "uexBHF" |

|  |  | Unknown route-map component "uexABZg+l" | Unused transverse waterway | Unknown route-map component "uexKBHFeq" |

|  |  | Unknown route-map component "uexBHF" |

|  |  | Unknown route-map component "uexBHF" |

|  |  | Unknown route-map component "uexTUNNEL2" |

|  |  | Unknown route-map component "uexBHF" |

|  |  | Unknown route-map component "uexBHF" |

| Unknown route-map component "uexKDSTaq" | Unused transverse waterway | Unknown route-map component "uexABZg+r" |  |  |

|  |  | Unknown route-map component "uexABZgl" | Unknown route-map component "uexWBRÜCKE1q" | Unknown route-map component "uexSTR+r" |

|  | Unknown route-map component "uexKDSTaq" | Unknown route-map component "uexABZgr+r" |  | Unused straight waterway |

|  |  | Unused straight waterway |  | Unused straight waterway |

|  | Unknown route-map component "uexKDSTaq" | Unknown route-map component "uexABZgr" |  | Unused straight waterway |

|  |  | Unknown route-map component "uexhSTRa@g" |  | Unknown route-map component "uexKBHFe" |

| Unknown route-map component "CONTgq" | Transverse track | Station on transverse track | Unknown route-map component "uxmhKRZ" | Transverse track | Station on transverse track | Unknown route-map component "CONTfq" |

|  |  | Unknown route-map component "uexhHST" |

|  |  | Unknown route-map component "uexhSTRe@f" |

|  |  | Unknown route-map component "uexWBRÜCKE1" |

|  |  | Unknown route-map component "uexKBHFe" |

L'armamento della rete, a scartamento metrico, era costituito prevalentemente da rotaie Vignoles da 27,3 e 37,5 kg/m, in virtù della prevalenza di tratte in sede propria, dotate di controrotaie nei tratti di attraversamento della viabilità ordinaria. La pendenza massima raggiungeva il 59 per mille nella zona verso il valico del Cipollaio.
La tratta di collegamento Seravezza-Querceta era realizzato a margine della strada carrabile esistente.

### Percorso
In prossimità della stazione di Seravezza era presente un lungo manufatto di scavalco della ferrovia tirrenica e della via Sarzanese-Valdera (poi strada regionale 1 Aurelia), sul quale, in corrispondenza di quest'ultima, era presente una fermata denominata Querceta, accessibile con apposite scale come d'uso all'epoca anche nelle metropolitane presenti in diverse città degli Stati Uniti d'America.
Anche la stazione di Pietrasanta era in prossimità della tranvia, il cui capolinea sudorientale era ubicato in piazza Carducci, di fronte alla Rocchetta Arrighina, in corrispondenza di porta a Pisa, a fianco di quello dei tram della SETL.
Caratteristica particolare della tratta Jacco-Arni, la più impegnativa della rete, era la presenza di 3 rifornitori d'acqua e 8 scambi con aghi rivolti verso altrettanti binari di salvamento, costituiti da tratte a scartamento via via aumentato che conducevano al deragliamento su terreno inghiaiato di eventuali convogli privi efficienza nei sistemi frenanti.
Lungo la rete erano presenti numerosi raccordi, il più famoso dei quali era quello con lo stabilimento Henraux di Querceta, e binari di raddoppio nonché, nelle tratte montane, alcuni "binari di salvamento" costituiti da tratte con scartamento allargato e insabbiate per frenare la corsa di eventuali rotabili fuori controllo.
Il deposito officina sociale della TEV sorgeva in località Ripa a Ponte Foggi, a valle della stazione di Seravezza. Lo stesso, che era stato ricavato dalla primitiva centrale elettrica di Serravezza, fu seriamente danneggiato dai bombardamenti del 1944. L'edificio, ricostruito in seguito, fu destinato ad altri usi e si trova tuttora in corrispondenza del km 8 della strada provinciale 9, nelle adiacenze del bivio con via Mignano.
Il capolinea di Forte dei Marmi era ubicato a fianco alla fortezza leopoldina, nella centrale piazza Garibaldi.

## Materiale rotabile
La dotazione originaria delle tranvia era costituita da tre locomotive a 2 assi da 132 kW, classificate Z1-Z3, fornite dall'inglese Dick, Kerr & Co. Ltd, cui si accompagnavano 30 carri merci e 3 vetture passeggeri a carrelli. Secondo taluni autori una di esse fu sostituita nel corso degli anni da un'altra unità proveniente dalla rete a scartamento ridotto della SEFTA di Modena.
Di costruzione Maschinenfabrik Esslingen erano invece altre 3 locomotive a 3 assi Z4-Z6 acquisite per il servizio sull'impegnativa linea di Arni dalla ferrovia Circumvesuviana dove prestarono servizio sulla linea Napoli-Ottaviano. In origine dotate del rodiggio 1-3-0, tali unità furono private dell'asse portante e subirono altre modifiche strutturali che portarono a una riduzione della loro massa e l'allargamento dello scartamento da 950 mm a 1 metro.
L'apertura della suddetta tratta comportò inoltre l'immissione in servizio di 4 ulteriori carrozze passeggeri a 2 assi di derivazione tranviaria, in vista della prevista e poi non attuata elettrificazione.

### Materiale motore - prospetto di sintesi
| Unità      | Costruttore               | Tipo     | Note            |
| ---------- | ------------------------- | -------- | --------------- |
| Z1         | Dick, Kerr & Co.          | A 2 assi |                 |
| Z2         | Dick, Kerr & Co.          | A 2 assi |                 |
| Z3 (I)     | Dick, Kerr & Co.          | A 2 assi |                 |
| Z3 (II)    |                           | A 2 assi | ex SEFTA Modena |
| Z4 Arni    | Maschinenfabrik Esslingen | A 3 assi | ex SFSM Napoli  |
| Z5 Sumbra  | Maschinenfabrik Esslingen | A 3 assi | ex SFSM Napoli  |
| Z6 Corchia | Maschinenfabrik Esslingen | A 3 assi | ex SFSM Napoli  |